# Озёрно-Кузнецовский сельсовет
Озёрно-Кузнецовский сельсовет — муниципальное образование со статусом сельского поселения и административно-территориальное образование в Угловском районе Алтайского края России. Административный центр — село Озёрно-Кузнецово.

## Население
| 1997  | 1998  | 1999  | 2000  | 2001  | 2002  |
| ----- | ----- | ----- | ----- | ----- | ----- |
| 1906  | ↘1863 | ↘1845 | ↗1850 | ↗1893 | ↘1779 |
| 2003  | 2004  | 2005  | 2006  | 2007  | 2008  |
| ↘1714 | ↘1701 | ↘1700 | ↗1725 | ↗1755 | ↘1748 |
| 2009  | 2010  | 2011  | 2012  | 2013  | 2014  |
| ↘1721 | ↘1590 | ↘1588 | ↘1550 | ↘1547 | ↘1533 |
| 2015  | 2016  | 2017  | 2018  | 2019  | 2020  |
| ↘1470 | ↘1439 | ↘1396 | ↘1364 | ↘1332 | ↘1302 |
| 2021  |       |       |       |       |       |
| ↘1258 |       |       |       |       |       |

По результатам Всероссийской переписи населения 2010 года, численность населения муниципального образования составила 1590 человек, в том числе 768 мужчин и 822 женщины. Оценка Росстата на 1 января 2012 года — 1550 человек.

## Населённые пункты
В состав сельского поселения входит 2 населённых пункта:
- село Озёрно-Кузнецово,
- посёлок Озёрно-Кузнецовский Лесхоз.